# Small Time Giants
Small Time Giants ist eine grönländisch-dänische Post-Rock-Band.

## Geschichte
Bereits in den 2000er Jahren hatten Miki Jensen, Jakob Skovaa und Anda Hendriksen die Gymnasialband The Bottom of the Little Transparent Septic Tank, die 2006 als Aufwärmband für Chilly Friday bei einem Konzert in Qaqortoq diente. Im selben Jahr wurde Pilutannguaq Hammeken Bandmitglied. 2007 zog Miki Jensen nach Dänemark, um zu studieren, und 2008 folgte der Rest der Bandmitglieder. Daraufhin änderten sie ihren Namen in Small Time Giants, eine Referenz an die geringe Körpergröße der Musiker, die trotzdem glaubten mit der Zeit noch zu etwas Großem zu werden. 2011 wurde der Däne Jonas Lundsgaard Nilsson Mitglied der Band, während Anda Hendriksen sie 2012 verließ. Im Februar 2012 veröffentlichte die Band ihre Debüt-EP Six Shades of Heart, die Platz 1 im dänischen iTunes-Store erreichte. 2013 erhielt die Band für ihre EP den Talentpreis der Koda Awards. 2014 wurde das Album Stethoscope veröffentlicht, das vom dänischen Musiker Søren Balsner produziert wurde. Das Lied We are the Arctic wurde Themasong der Arctic Winter Games 2016. Von 2013 bis 2016 arbeitete Aka Hansen an einem Dokumentarfilm über die Karriere der Band, der im April 2016 unter dem Namen STG in einem Kino in Kopenhagen uraufgeführt wurde. Im Dezember 2016 erreichte das grönländischsprachige Weihnachtslied Angerlarlanga erneut Platz 1 bei iTunes in Dänemark. Bei einer Tour in den USA wurde das Auto der Band im März 2017 in Austin von einem anderen Auto gerammt, wobei jedoch alle unverletzt blieben. 2020 erschien das zweite Album Formed by Mistakes.
Die Musik von Small Time Giants wird als internationaler Post-Rock mit englischen Texten beschrieben, wobei der Inhalt der Texte deutlichen Bezug zu Grönland erkennen lässt. Als Vorbilder gab Miki Jensen einmal Chilly Friday und Kurt Cobain bzw. Nirvana an.

## Diskografie
- 2012: Six Shades of Heart (EP)
- 2014: Stethoscope (Album)
- 2016: Angerlarlanga (Single)
- 2020: Formed by Mistakes (Album)